# Embaixada da Bulgária em Brasília
A Embaixada da Bulgária em Brasília é a principal missão diplomática da Bulgária no Brasil. Está localizada no Setor de Embaixadas Norte, na Asa Norte. É chefiada atualmente por Valeri Ivanov Yotov.

## Serviços
A embaixada realiza os serviços protocolares das representações estrangeiras, como o auxílio aos búlgaros que moram no Brasil e aos visitantes vindos da Bulgária e também para os brasileiros que desejam visitar ou se mudar para o país eslavo. Aproximadamente sessenta brasileiros vivem na Bulgária, a maioria na capital Sófia.
Outras ações que passam pela embaixada são as relações diplomáticas com o governo brasileiro nas áreas política, econômica, cultural e científica, realizando, por exemplo, eventos culturais.
Além da Embaixada, a Bulgária mantém Consulados Honorários em Florianópolis e no Recife.